# Lichenomphalia lobata
Lichenomphalia lobata är en lavart som först beskrevs av Redhead & Kuyper, och fick sitt nu gällande namn av Redhead, Lutzoni, Moncalvo & Vilgalys 2002. Lichenomphalia lobata ingår i släktet Lichenomphalia och familjen Hygrophoraceae.   Inga underarter finns listade i Catalogue of Life.